# لا مخرج
لا مخرج (بالفرنسية: Huis clos) هي مسرحية عن الوجود كتبها جون بول سارتر في 1944. نُشرت باللغة الفرنسية باسم «وي كلو» (بالفرنسية: Huis Clos) ومعناها: دون مشاهدين أو خلف الأبواب المغلقة. والترجمات الإنجليزية كانت بعنوان: «في الكاميرا»، «لا مخرج»، «نهاية مسدودة». عُرضت هذه المسرحية لأول مرة في مايو 1944، مباشرة قبل تحرير فرنسا في الحرب العالمية الثانية.المسرحية تحتوي على أربع شخصيات فقط.
لا مخرج هي مصدر مقولة سارتر الشهيرة: «الجحيم هو الآخرون». وهذه المسرحية قد حُولت إلى أفلام عدة، أبرزها في 1954 للمخرج جاكلين اودري.

## الملخص
تجد ثلاث شخصيات نفسها بعد موتها في غرفة واحدة. وهذه الشخصيات هي غارسان، الصحفي، وإينيس، موظفة البريد، وإستيل، وهي سيدة ثرية من المجتمع الراقي. هم لا يعرفون بعضهم البعض، وينحدرون من أوساط مختلفة تمامًا، ولا يتشاركون نفس القناعات أو الأذواق.
عندها تبدأ في هذه المسرحية محاكمة مغلقة حيث يحاكم كل من الشخصيات الثلاث ويُحاكَم على الأفعال التي شكلت وجوده. يصف جان بول سارتر هنا «جحيمه» الذي لا يوجد فيه جلاد ولا أدوات تعذيب جسدي: «الجحيم هو الآخرون».
هذه العبارة، التي جلبت لسارتر أسوأ الاتهامات، توضح فقط أن الحياة «تُحَس وتُدرَك» من خلال الآخرين؛ لا شيء يضاهي الأفراد الذين يجعلوننا نعي أنفسنا، والواقع الإنساني الحزين، لكنهم يظلون ضروريين لتحقيق الذات. تكافح الشخصيات الرئيسية الثلاث باستمرار للهروب من وضعها، لكن الجحيم يتمكن منهم في النهاية.
هذه المسرحية مكونة من فصل واحد يتألف من خمسة مشاهد، والمشهد الأخير أطول من المعتاد.

### المشهد الأول
غارسان، الذي مات، أصبح في الجحيم. يدخل برفقة خادم الطابق إلى صالون مفروش على طراز الإمبراطورية الثانية. يسأل غارسان الخادم عن آلات التعذيب، فيخبره أنها غير موجودة، لكن الخادم يدعي أن جميع "زبائنه" متشابهون: جميعهم يريدون الخوازيق وأدوات نظافتهم الشخصية. يدعي غارسان أنه لا يخاف. ثم يغادر الخادم.
هذا المشهد الافتتاحي مفاجئ لأنه لا يجيب على أي من أسئلة المتفرج. ويبدو أن الشخصيات تعرف طوال المشهد تفاصيل ضرورية لفهمه.

### المشهد الثاني
يجد غارسان نفسه وحيدًا وينادي على الخادم عبثًا.

### المشهد الثالث
تدخل إينيس. تسأل غارسان وهي مرتبكة عن مكان فلورانس. يشرح لها غارسان أنه لا يعرف فلورانس وأنهما "في نفس المأزق".
تظن إينيس أن غارسان هو جلادها. فيفزع غارسان ويضحك، ثم يشرح لها أن الأمر ليس كذلك ويحاول بدء حوار ووضع قواعد للتعايش مثل التحلي بالكياسة. تأتي ردود إينيس باردة وقاسية.

### المشهد الرابع
تدخل إستيل ويشرح لها غارسان الموقف، لكنها لا تواجه الواقع وتفضل القلق بشأن عدم تطابق لون فستانها مع لون الأرائك.

### المشهد الخامس
في المشهد الخامس، نتعلم الكثير عن شخصية كل من الأبطال؛ كما نفهم أسباب وصولهم إلى الجحيم.
ماتت إستيل بسبب التهاب رئوي؛ وإينيس بسبب تسمم بـأحادي أكسيد الكربون؛ وغارسان باثنتي عشرة رصاصة في جسده. تتساءل إستيل عن سبب جمعهم معًا وما إذا كانوا يعرفون بعضهم البعض. يعتقد غارسان أن الأمر كان صدفة، بينما إينيس مقتنعة بوجود تدبير مسبق؛ أما إستيل فتستمر في الادعاء بأنها لم تفعل شيئًا، وأن وصولها لا بد أن يكون خطأ. وتؤكد أنها كانت دائمًا مثالًا للاستقامة، مثلها مثل غارسان.
بعد الكثير من النقاش، يقترح غارسان قول الحقيقة، ومن خلال ذلك نكتشف أسباب وجود الشخصيات الثلاث في الجحيم. غارسان هارب من الخدمة العسكرية وعذب زوجته. كانت لديه عشيقة مارس معها الحب أمام عيني زوجته. ثم تعترف إينيس بأنها كانت على علاقة مع فلورانس، زوجة ابن عمها، وأنها دفعت الأخير على قضبان السكك الحديدية. بعد هذه الأحداث، تسممت المرأتان بالغاز. من جانبها، لا تزال إستيل تنكر ارتكاب أي فعل يستحق اللوم. ولكن عندما يتساءل غارسان عن تعابير وجهها الخائفة لحظة دخولها الغرفة، تبدأ في سرد قصتها: لقد كانت حاملاً من عشيقها روجر. وعندما وُلد الطفل، ألقته في بحيرة. ويأسًا من ذلك، انتحر روجر.
تأتي لإينيس رؤيا: زوجان يعيشان في غرفتها القديمة ويمارسان الحب. أما إستيل، فترى أولغا، أفضل صديقاتها، وعشيقها بيير، يرقصان معًا. بعد ذلك، تطلب إستيل من غارسان أن يقبلها، لكن في تلك اللحظة، تنتاب غارسان رؤيا هو الآخر يسمع فيها أصدقاءه القدامى يصفونه بالجبان. وعندما يحاول غارسان مغادرة الصالون للمرة الثانية، ينجح في فتح الباب؛ لكنه لا يستطيع المغادرة. لأن إينيس هي من تصفه الآن بالجبان. بعد ذلك تحاول إستيل دفع إينيس إلى الممر لكن غارسان يحتاج إليها لأنها الوحيدة القادرة على تبرئته. فطالما أنها تعتقد أنه جبان، سيعتبر نفسه كذلك وسيعاني. يدرك الجميع أن عليهم البقاء هناك إلى الأبد، ليس بسبب إجبار خارجي، ولكن لأنهم بحاجة إلى نظرة الآخرين الإيجابية لأفعالهم حتى لا يشعروا بالخزي. وهكذا، يفهمون أن التعذيب في الجحيم ليس تعذيبًا جسديًا، بل هو التعذيب النفسي الذي يمارسه الآخرون.

## الشخصيات

### جوزيف غارسان
تتكشف شخصية غارسان، مثل شخصيتي البطلين الآخرين، في عدة أقسام من المسرحية.
غارسان هو أول بطل يصل إلى الجحيم. كان صحفيًا وأديبًا يدير صحيفة داعية للسلام. كان يعيش في ريو مع زوجته وأُعدم رميًا بالرصاص بسبب الفرار من الجندية.
عند وصوله، يدعي أنه هادئ، لكنه في الحقيقة خائف جدًا. ولكونه وحيدًا في الغرفة الجهنمية، يطرق الباب المغلق حتى يصيبه الإرهاق. عندما تدخل إينيس، يحاول التصرف بأدب لكن المرأة تكتشف طبيعته الحقيقية. تثير اشمئزازها حركة لا إرادية في فمه تكشف عن توتره. يتظاهر بأنه رجل نبيل تجاه إستيل، البطلة الثالثة. يتنازل لها عن أريكته ويحتفظ بسترته رغم الحرارة عندما تطلب منه ذلك. بالإضافة إلى ذلك، يقدم نفسه كبطل من دعاة السلام كان عليه أن يموت لأنه عاش وفقًا لمبادئه. نظريته لتفسير وجودهم معًا في الجحيم هي أنهم الثلاثة هناك بمحض الصدفة. لاحقًا، يقترح على المرأتين التزام الصمت ووقف كل أشكال التواصل للهروب من النظام الجهنمي الذي هم مسجونون فيه. ولكن، بعد لحظة صمت قصيرة، تبدأ المرأتان في الحديث مجددًا، مما يدفع غارسان إلى الاستسلام بدوره. يلومهما حينئذ على عدم قدرتهما على التوقف عن الكلام ويقول إنه كان ليكون الأمر أسهل لو كان محبوسًا هنا مع رجال، الذين، حسب رأيه، يجيدون الانضباط بشكل أفضل.
بعد هذا الفشل، يتغير غارسان تمامًا ويظهر شخصيته الحقيقية. يصبح عدوانيًا، ومبتذلًا، ويكشف عن السبب الحقيقي لوجوده في الجحيم: إنه رجل قاسٍ استمتع طوال حياته بتعذيب زوجته عن طريق خيانتها بشكل علني دون أي ندم. بالإضافة إلى ذلك، كان يميل إلى الإدمان على الكحول وكان قد فر من الخدمة العسكرية. يكشف إدراكه لذاته أن جبنه لا يطاق بالنسبة له. نتيجة لذلك، يطلب من إستيل أن تؤكد له أنه ليس جبانًا، أملًا في أن يجد لديها بعض الراحة النفسية أولاً. لكنها لا تريد سوى الإشباع الجنسي ولا تهتم بمعاناة غارسان النفسية. وبسبب اشمئزازه من إستيل، يتوجه إلى إينيس. إذ يعتقد أن الطريقة الوحيدة ليجد الراحة النفسية التي يحتاجها هي أن يسمع من فم إينيس أنه ليس جبانًا لأنها، حسب رأيه، "من طينته" وبالتالي ستكون قادرة على أن تكون حكمًا لتؤكد ما إذا كان جبانًا أم لا. عندما يُفتح الباب، لا يستطيع الخروج لأن إينيس هي الشخص الوحيد الذي يمكنه إنقاذه بأن تشهد على شجاعته. لكن إينيس تنتقم منه بسبب علاقته مع إستيل ولا تمنحه ما يحتاجه. ونتيجة لذلك، يُحكم على غارسان بقضاء الأبدية في الجحيم لأنه عاش حياة جبان.

### إينيس سيرانو
للوهلة الأولى، تبدو إينيس وقحة وغير ودودة. هي البطلة الثانية التي تصل إلى الجحيم وتجيب بفظاظة على أسئلة غارسان لأنه يزعجها ويثير اشمئزازها. وبما أنها تشعر بالتفوق، يبدو الانطباع أنها متعجرفة. على عكس الآخرين، هي لا تخدع نفسها بشأن المكان الذي توجد فيه وتعترف بأنها خائفة.
كانت تعيش في شقة مع فلورانس، أرملة ابن عمها الراحل، وكانت موظفة في البريد. تصف إينيس نفسها بأنها امرأة "ملعونة" في حياتها بسبب مثليتها الجنسية؛ وهذا هو الحكم الأخلاقي لمجتمع الرجال الذي تستخدمه لوصف نفسها في البداية. لكنها إذا وجدت نفسها في الجحيم بصحبة الشخصيات الأخرى، فليس بسبب ما هي عليه، ولكن بسبب أفعالها التي تمثل الخبث: كانت لها علاقة مع فلورانس التي أبعدتها تدريجيًا عن زوجها؛ وقد دفعت إينيس هذا الأخير تحت قطار. ثم تقدم وفاته على أنها انتحار. إذن إينيس هي السبب الرئيسي لهذا الانتحار وكانت تلوم شريكتها على أنها مسؤولة بقدرها. هذه الاتهامات تعذب حبيبتها. أحد تفسيرات سلوكها هو، كما تقول، «أنا شريرة، وهذا يعني أنني بحاجة إلى معاناة الآخرين لأوجد»، وهو ما يشبه السادية. ربما تدفعها عقدة النقص الاجتماعي التي تشعر بها إينيس تجاه الآخرين إلى الحط من شأنهم، مثل الجلاد، في بحثها عن التفوق. في النهاية، قتلت فلورانس إينيس ونفسها بالغاز لأنها لم تعد تحتمل الندم الذي كان ينهشها.
إذًا، تسببت إينيس في ثلاث وفيات. وهي تدرك تمامًا ما فعلته. بالنسبة لبقية القصة، إينيس شخصية لا غنى عنها لأنها تمثل الجلاد الأول: فهي تجبر الآخرين على الاعتراف بالأسباب الحقيقية لوجودهم في الجحيم. ويصاحب "كشف الأقنعة" هذا ألقاب ساخرة («أيها البطل الذي لا لوم عليه»، «أيتها القديسة الصغيرة») وتعليقات حادة («أنت تمثلين الكوميديا»). وبالتالي، تجبرهم إينيس على الاعتراف بجرائمهم وتجعلهم يفهمون أنهم مسؤولون مسؤولية كاملة عما فعلوه. بالإضافة إلى ذلك، يجب على غارسان وإستيل الاعتراف بما فشلوا فيه وإدراك جبنهم. لكن يجب على إينيس أيضًا أن تتقبل جوانب معينة من نفسها: «أشعر بالفراغ». لم يعد بإمكان إينيس تبرير نفسها أو تصحيح حياتها. عجزها هو عذابها.
إينيس هي أول من يكتشف آلية هذا "الجحيم" بقولها: «الجلاد هو كل واحد منا بالنسبة للآخرين».

### إستيل ريغو
إستيل ريغو، سيدة ثرية من المجتمع الراقي كانت متزوجة من رجل مسن، ماتت بالتهاب رئوي. تدخل كبطلة ثالثة إلى الغرفة الجهنمية.
خلال اللقاء الأول مع الآخرين، نكتشف أنها ثرثارة وسطحية (تريد أن يتناسب لون الأريكة مع لون فستانها). علاوة على ذلك، هي حساسة لدرجة أنها تصر على استخدام كلمة «غائب» بدلًا من كلمة «ميت» في وجودها. عندما يحاول غارسان التزام الصمت، تظهر أيضًا غرورًا شديدًا عندما تبحث عن مرآة لوضع مساحيق التجميل. فتعرض عليها إينيس أن تساعدها كـ«مرآة حية». لاحقًا، تكتشف إستيل أن إينيس تكن لها مشاعر، فترفضها.
مثل الآخرين، لا تكشف إستيل على الفور عن السبب الحقيقي لوجودها في الجحيم، بل تروي قصة كاذبة لاستدرار عطف الآخرين: يتيمة فقيرة، تزوجت من رجل مسن لدعم شقيقها المريض ماليًا. كانت لها علاقة خارج إطار الزواج أنهتها بعد أن أراد عشيقها طفلًا منها. وبالتالي، تفسر وجودها في هذا المكان الجهنمي بأنه نتيجة إهدار شبابها مع رجل مسن. بالطبع، إينيس، بمعرفتها الجيدة بالنساء، لا تصدقها. من خلال إنشاء تحالف من التعذيب النفسي مع غارسان، تكشف إينيس عن شخصية إستيل الحقيقية وجرائمها: قتلت البرجوازية طفلها أمام عيني الأب الذي كان عشيقها. وقد انتحر هذا الأخير بسببها. إذًا، «القديسة الصغيرة» هي امرأة زانية وقاتلة أطفال عديمة الضمير. لم تكن المرأة الأنانية تريد خرق قواعد المجتمع علانية وكانت لديها سمعة يجب الحفاظ عليها. يظهر اعتمادها الكلي على الآخرين بوضوح.
بالإضافة إلى ذلك، كانت بحاجة إلى عاطفة الرجال، وتستمر هذه السمة الشخصية في الجحيم: ترمي بنفسها بين ذراعي غارسان لكن الزوجين يتعرضان باستمرار لمضايقات من غيرة إينيس. فضلًا عن ذلك، ليست إستيل قادرة فكريًا على إرضاء غارسان، الذي يحتاج إلى تأكيد دائم (إستيل: «ليس لدي ثقة لأمنحها»). وبشكل مأساوي، لا تعترف المرأة اللعوب بأنها ماتت: حتى أنها تقول: «الأرض هي التي تركتني» وتحاول قتل إينيس في النهاية. فتضيف هذه الأخيرة: «أنتِ تعلمين جيدًا أنني ميتة!»، فتجيب إستيل: «ميتة؟» وأخيرًا، تنتاب الأبطال الثلاثة نوبة ضحك هستيري.

### خادم الطابق
لا نعرف عنه إلا القليل جدًا. لا يظهر إلا ثلاث مرات في المسرحية ويلعب دورًا ثانويًا فيها. لكنه هادئ ويعرف مسبقًا ردود الفعل التي ستصدر عن إينيس وغارسان عند وصولهما إلى غرفتهما: "أين الخوازيق؟" ويليها "أين فرش الأسنان؟". يمكننا أن نتخيل أنه يعرف هذه الردود لأنه كان لديه "ضيوف" آخرون، وقد يكون أيضًا الشيطان نفسه، أو مرآة بسيطة ومهذبة... فعال بشكل مخيف وصمته ماكيافيلي. غالبًا ما يرتدي ملابس سوداء، لا سيما في عرض الكوميديا الفرنسية.

## الموضوعات
جلسة مغلقة هي أشهر مسرحيات جان بول سارتر، وهي مسرحية من فصل واحد وخمسة مشاهد، عُرضت لأول مرة في 27 مايو 1944 على مسرح فيو كولومبييه. يؤكد المؤلف أن الجحيم ليس مكانًا للتعذيب الجسدي، بل هو مكان حكم الآخرين القاسي علينا. إن أفعالنا تُلزمنا بالكامل ولا يمكن تعديلها بعد ذلك. وبمجرد حلول الموت، لا نملك أي سيطرة على ما سيفعله بقية العالم بها أو على الطريقة التي سيفسرها بها. وتمر شخصيات المسرحية الثلاث بهذه التجربة المرة، فكل منهم مهووس بقصته، وفي موقع الضحية تحت نظرات الاتهام من الآخرَين، ومحكوم عليه إلى الأبد بأن يتحمل وطأة ذلك. لا مفر: فحتى عندما يكون الباب مفتوحًا، لا يمكنهم الخروج من الصالون الذي هم محتجزون فيه. فهنا تكمن مفارقة الأمر برمتها: لقد أصبحوا لا ينفصلون ومعتمدين كليًا على بعضهم البعض: «الآخرون هم في العمق أهم شيء في أنفسنا من أجل معرفتنا بأنفسنا»، كما سيقول سارتر في مقدمة التسجيل الصوتي للمسرحية عام 1965. غالبًا ما تُفهم المسرحية على أنها تجسيد مسرحي لنظرية النظرة عند سارتر، التي طورها في كتابه الوجود والعدم، إلا أن البعض يراها أيضًا نصًا سياسيًا أكثر يهدف إلى تحدي الرقابة والأيديولوجية الفاضلة لنظام فيشي.

## مقتطفات

### المشهد الخامس، صفحة 30
إينيس
فهمت. (لحظة صمت.) على من تمثلان هذه المسرحية؟ نحن بيننا.
إستيل بوقاحة.
بيننا؟
إينيس
بين قتلة. نحن في الجحيم، يا صغيرتي، لا تحدث أخطاء هنا أبدًا، ولا يُدان الناس بالجحيم عبثًا.
إستيل
اصمتي.
إينيس
في الجحيم! ملعونون! ملعونون!
إستيل
اصمتي. هلّا صمتِّ؟ أمنعكِ من استخدام كلمات بذيئة.
إينيس
ملعونة، أيتها القديسة الصغيرة. ملعون، أيها البطل الذي لا لوم عليه. لقد حظينا بساعة من المتعة، أليس كذلك؟ هناك أناس عانوا من أجلنا حتى الموت وكان ذلك يمتعنا كثيرًا. الآن، يجب أن ندفع الثمن.
غارسان رافعًا يده.
هل ستصمتان؟
إينيس بنظرة لا تعرف الخوف، ولكن بدهشة كبيرة.
ها! (لحظة صمت.) انتظروا! لقد فهمت، أعرف لماذا وضعونا معًا.
غارسان
احذري مما ستقولينه.
إينيس
سترون كم أن الأمر سخيف. سخيف للغاية! لا يوجد تعذيب جسدي، أليس كذلك؟ ورغم ذلك، نحن في الجحيم. ولن يأتي أحد. لا أحد. سنبقى معًا وحدنا حتى النهاية. أليس كذلك؟ باختصار، ينقصنا شخص هنا: الجلاد.
غارسان بصوت خفيض.
أعرف ذلك جيدًا.
إينيس
حسنًا، لقد وفروا في عدد الموظفين. هذا كل ما في الأمر. الزبائن هم من يخدمون أنفسهم بأنفسهم، كما في المطاعم التعاونية.
إستيل
ماذا تقصدين؟
إينيس
الجلاد، هو كل واحد منا بالنسبة للآخرين.

## الأسلوب
يتسم الأسلوب بالعامية، ويتطور مستوى اللغة خلال المسرحية؛ ففي البداية تكون الشخصيات مهذبة وتتحدث برسمية، لكن في النهاية ينتقلون إلى الخطاب المباشر وغير الرسمي وكأنهم يعرفون بعضهم معرفة حميمة.
كما يستخدمون مفردات دارجة، ويتحدثون أحيانًا بلهجة جافة وحادة.

## حكاية طريفة
وفقًا للمؤلف والصحفي الكيبيكي جان بيرو (واسمه الحقيقي جاك لاروش، 1899-1965)، بسبب الوضع في أوروبا، لم يتمكن سارتر من حضور العرض الأول لمسرحية جلسة سرية. ومع ذلك، في يناير 1946، عُرضت المسرحية على مسرح جيزو في مونتريال حيث حققت نجاحًا كبيرًا. يروي بيرو أنه "عندما جاء جان بول سارتر بعد فترة وجيزة إلى مونتريال لإلقاء محاضرة، وبما أنه لم يشاهد جلسة سرية من قبل، طلب من مدير فرقة "ليكيب" أن يسمعه مسرحيته. حدث ذلك في إحدى الليالي عند منتصف الليل، وكان المؤلف متأثرًا بشكل واضح، حيث طلب بعد هذا العرض الخاص ما إذا كان الممثلون سيتفضلون بإعادته. استجابوا لرغبته، على حساب إرهاق يمكن تخيله، خاصة في حالة روجيه غارسو الذي كان قد أدى في عرضي الصباح والمساء مسرحية "لاركاد"! .

## الإصدارات والإنتاجات

### الإنتاجات الرئيسية
- مسرح فيو كولومبييه، 1944 (العرض الأول)[9]. إخراج ريمون رولو، تصميم المناظر ماكس دوي[10]. بطولة ميشيل فيتولد (غارسيا)، تانيا بالاشوفا (إينيس)، غابي سيلفيا (إستيل)، آر. جي. شوفار (الخادم).
- مسرح ماتوران، ثم جولة هربرت-كارسينتي[11] · [12]، 1967. إخراج ميشيل فيتولد، ديكور روجيه بيليران. بطولة دانييل جيلين (غارسيا)، جاكلين دانو (إينيس)، فابيين دجانييف (إستيل)، رولان مونك (الخادم).
- مسرح جيرار فيليب، سان دوني، 1977[9]. إخراج أندرياس فوتسيناس. بطولة روبير حسين (غارسيا)، غابي سيلفيا (إينيس)، كريستين أودوي (إستيل)، بيير-جاك مونكوربييه (الخادم)
- مسرح ماتوران[9] · [13]، ثم جولة هربرت-كارسينتي[12]، 1981. إخراج جورج ويلسون، ديكور جاك ماريلييه[14]، موسيقى دانييل جيلين. بطولة دانييل جيلين (غارسيا)، فرانس ديلاهال ثم آني بيرتان[12] (إينيس)، نيكول كالفان، كريستين ديلاروش ثم ماري-جورج باسكال[12] (إستيل)، فرانسوا مارييه (الخادم).
- كوميديا فرنسية، 1990[9]. إخراج كلود ريجي، تصميم المناظر روبرتو بلات. بطولة ميشيل أومون (غارسيا)، كريستين فيرسن (إينيس)، مورييل ماييت (إستيل)، جان-إيف دوبوا (الخادم).
- مسرح مارينيي، 2000[9]. إخراج روبير حسين، تصميم المناظر فرانسوا دو لاموت. بطولة فرانسوا مارتوريه (غارسيا)، كلير نيبو (إينيس)، كلير بوروترا (إستيل)، إيف لو مواين (الخادم).
- مسرح العالم الجديد، مونتريال، 2010[9]. إخراج لورين بينتال، أزياء مارك سينيكال. بطولة باتريس روبيتاي (غارسيا)، باسكال بوسيير (إينيس)، جولي لو بروتون (إستيل)، سيباستيان دودج (الخادم).

### إنتاجات غير فرنسية
[غير محدد] خطأ: {{لغة}}: وسيط غير صالح: |نص= (مساعدة)، برودواي، نيويورك، 1946.
إخراج جون هيوستن.
بطولة كلود دوفان (غارسيا)، أنابيلا (إينيس)، روث فورد (إستيل)، قالب:وصلة (الخادم).
المسرح البرازيلي للكوميديا، ساو باولو، 1950
إخراج أدولفو شيلي.
بطولة قالب:وصلة (غارسيا)، قالب:وصلة (إينيس)، قالب:وصلة (إستيلا)، قالب:وصلة (الخادم).
مسرح بوليوراما، برشلونة، 1967.
إخراج أدولفو مارسيلاخ، اقتباس ألفونسو ساستري.
بطولة أدولفو مارسيلاخ (غارسيا)، نوريا إسبيرت (إينيس)، جيما كويرفو (إستيل)، قالب:وصلة (الخادم).
مسرح بياس أرتيس، مدريد، 1993.
إخراج قالب:وصلة.
بطولة كارميلو غوميز (غارسيا)، مرسيدس سامبيترو (إينيس)، أيتانا سانشيز خيخون (إستيل)، كارلوس ألبرتو أباد (الخادم).
قاعة راجاتابلا، كاراكاس، 2014.
إخراج لوريدانا فولبي، اقتباس لوريدانا فولبي.
بطولة إدموندو بيانكي (غارسيا)، لوريدانا فولبي (إينيس)، فابيولا أراسي (إستيل)، رينالدو نافاس (الخادم).
مسرح أكاديميا، برشلونة، 2017.
إخراج لوريدانا فولبي، اقتباس لوريدانا فولبي.
بطولة أوريول كاسالس (غارسيا)، عايدة أوسيت (إينيس)، لورا بوجولاس (إستيل)، باو ساستري (الخادم).

### الاقتباسات السينمائية
- أخرجت جاكلين أودري اقتباسًا سينمائيًا في []، جلسة سرية، وكان حرًا إلى حد ما حيث لم يعد يُحترم وحدة المكان ("الجلسة السرية") وزاد عدد الشخصيات بشكل ملحوظ.
- 1962: جلسة سرية (No Exit) من إخراج تاد دانييليفسكي
- 1965: جلسة سرية، قالب:تاريخ-، اقتباس تلفزيوني من إخراج ميشيل ميتراني
- ريتشارد كيلي: ذا بوكس، 2009. في هذا الفيلم الأمريكي لعام 2009 المقتبس من قصة قصيرة لـريتشارد ماثيسون، تتكاثر الإشارات إلى عالم سارتر. الدور الرئيسي الذي تلعبه كاميرون دياز هو دور مدرسة لغة فرنسية نراها تدرس "جلسة سرية" لطلابها. بالإضافة إلى ذلك، في لحظة من الفيلم، تُكتب عبارة "No Exit" بإصبع على الزجاج الأمامي لسيارتها، و"No Exit" هو العنوان الأنجلو-ساكسوني للمسرحية.
- تيم روبنز في فيلم الطبيعة البشرية ([]) من إخراج ميشيل غوندري يجد نفسه بعد موته يُحاكم في منزل بلا مخرج، يروي حياته إلى الأبد.
- المكان الجيد، مسلسل كوميدي أمريكي من بطولة كريستين بيل وتيد دانسون، حيث تصل شابة عن طريق الخطأ إلى الجنة وتُجبر على اللجوء إلى الفلسفة حتى لا ينتهي بها المطاف في الجحيم. لكن هذه الجنة سرعان ما تتبين أنها جحيم خفي حيث يأتي التعذيب من الشخصيات نفسها.